# 九龍 -NINE HEADS RODEO SHOW-
「九龍 -NINE HEADS RODEO SHOW-」（クーロン ナイン・ヘッズ・ロデオ・ショー）は日本のヴィジュアル系ロックバンドアリス九號.の楽曲であり、通算5枚目のシングルとして2006年1月25日にキングレコードよりリリースされた。

## 解説
2ヶ月連続リリースの1作目。
前年にPS COMPANYがキングレコードと提携し、彼らにとって本作が同社からリリースする初のシングル作品となった。また提携に際しメジャー流通での発売となったため、大々的なアナウンスはされなかったものの、実質的なメジャーデビューシングルである。
初回限定盤および通常盤の2タイプでリリースされ、初回限定盤には表題曲のPVを収録したDVDが付属していた。通常盤は、初回限定盤に未収録の楽曲を含む計3曲が収録された。

## チャート成績
本作品はオリコン週間シングルチャートでは、2006年2月6日付で初登場・最高順位ともに22位を記録した。計6週にわたって同チャート200位圏内にランクインし、その間に約1.5万枚を売り上げた。また2006年2月度の月間チャートでは49位にランクインした。

## 収録曲
初回限定盤
| 全作詞: 将、全作曲: アリス九號.。 |                                  |      |             |      |
| #                                 | タイトル                         | 作詞 | 作曲・編曲  | 時間 |
| 1.                                | 「九龍 -NINE HEADS RODEO SHOW-」 | 将   | アリス九號. | 4:39 |
| 2.                                | 「RED CARPET GOING ON」          | 将   | アリス九號. | 4:57 |
| 合計時間:                         | 合計時間:                        | 9:36 |             |      |

| 全作詞: 将、全作曲: アリス九號.。 |                                  |      |             |
| #                                 | タイトル                         | 作詞 | 作曲・編曲  |
| 1.                                | 「九龍 -NINE HEADS RODEO SHOW-」 | 将   | アリス九號. |

通常盤
| 全作詞: 将、全作曲: アリス九號.。 |                                  |       |             |      |
| #                                 | タイトル                         | 作詞  | 作曲・編曲  | 時間 |
| 1.                                | 「九龍 -NINE HEADS RODEO SHOW-」 | 将    | アリス九號. |      |
| 2.                                | 「RED CARPET GOING ON」          | 将    | アリス九號. |      |
| 3.                                | 「戦場に花束を」                 | 将    | アリス九號. | 3:59 |
| 合計時間:                         | 合計時間:                        | 13:35 |             |      |

## 品番
|            | リリース日    | 品番       |
| ---------- | ------------- | ---------- |
| 初回限定盤 | 2006年1月25日 | KICM-91158 |
| 通常盤     | 2006年1月25日 | KICM-1158  |

## 収録作品
九龍 -NINE HEADS RODEO SHOW-
- 『絶景色』[3]
- 『Alice Nine Complete Collection 2006-2009』[4]